# Вашвар
Вашвар (мађ. Vasvár) град је у западној Мађарској. Вашвар је град у оквиру жупаније Ваш.
Град је имао 4.326 становника према подацима из 2010. године.

## Географија
Град Вашвар се налази у крајње западном делу Мађарске, близу границе са Аустријом - 7 km западно од града. Од престонице Будимпеште град је удаљен око 250 km југозападно. Најближи већи град је Ђер, 125 km североисточно од града.
Вашвар се налази у западном делу Панонске низије, у бреговитом подручју. Надморска висина места је око 200 m. Поред града протиче река Раба.

## Галерија
- Панорама Вашавара
- Римокатолички манастир у средишту града
- Градска кућа у Вашвару
- Црква и Вашвару